# Chiesa di Santa Maria della Valle (Messina)
La chiesa di Santa Maria della Valle, detta La Badiazza, è un edificio religioso di Messina ubicato nel letto del torrente badiazza chiamato “a’ ciumara” ovvero la fiumara, tre miglia fuori della città di Messina, lungo il percorso di valico dei monti Peloritani ai piedi dei colli San Rizzo.

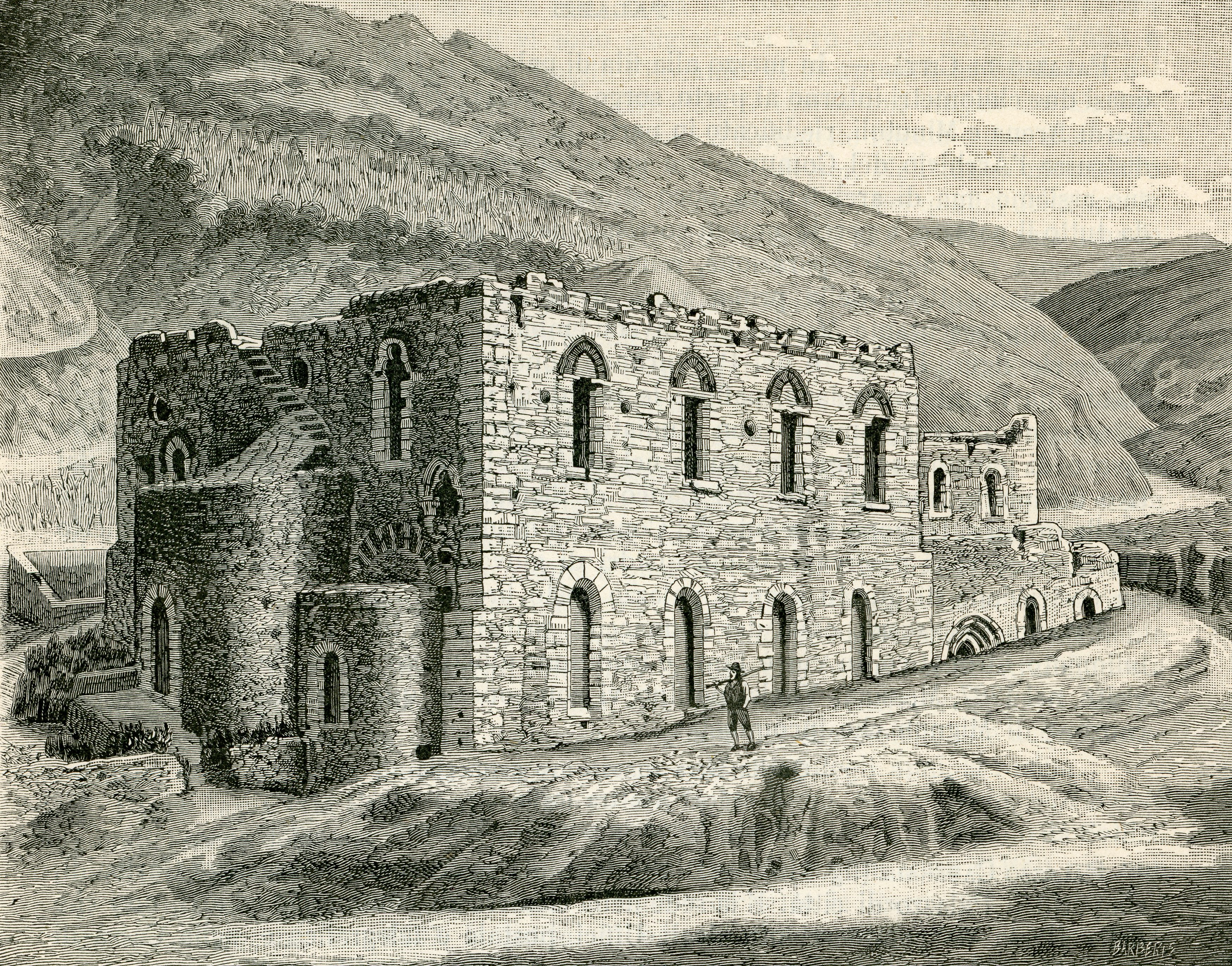
Una raffigurazione storica della Badiazza

## Storia

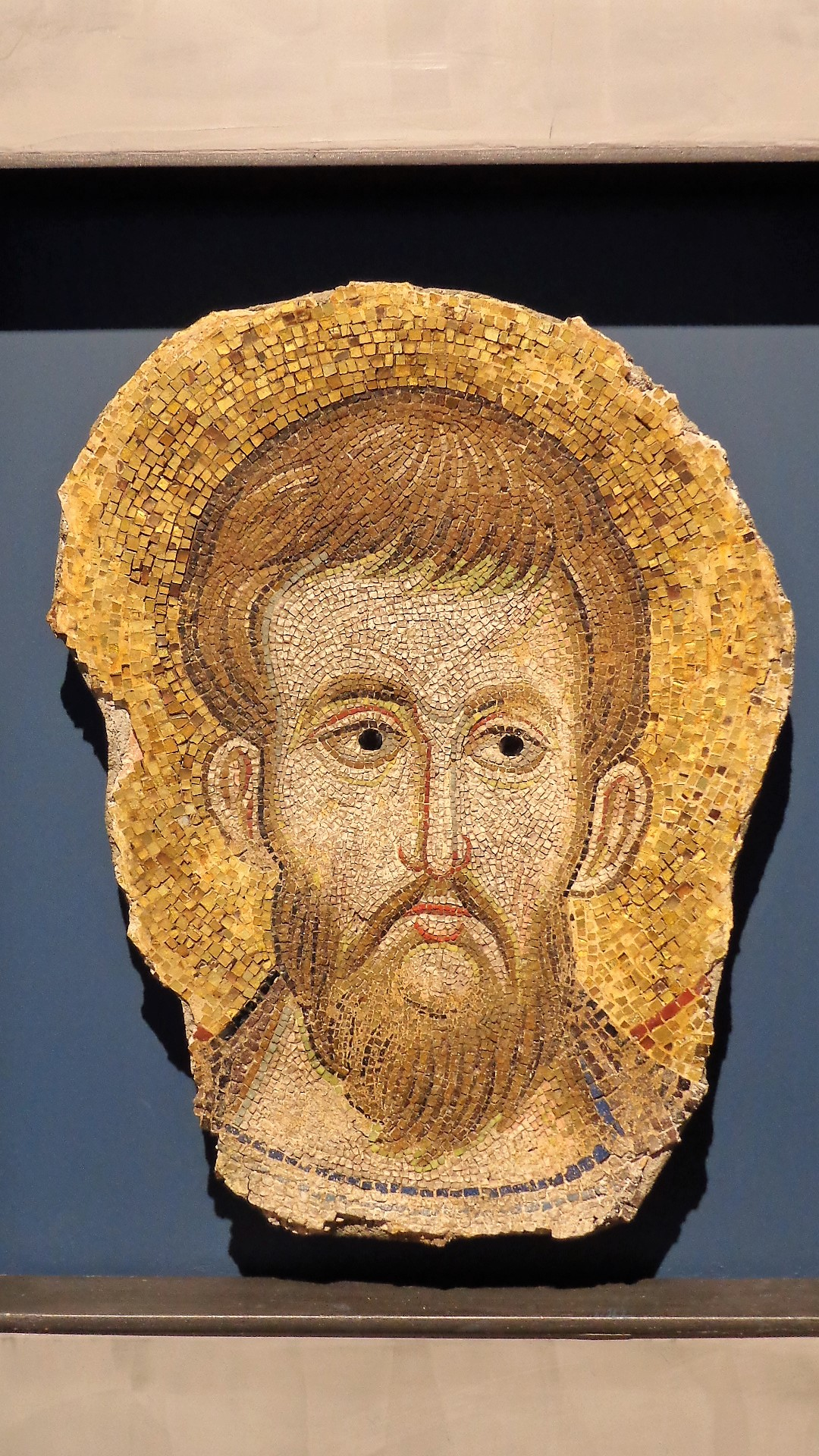
Testa di Apostolo, Museo regionale di Messina.

### Epoca bizantina
Per lo storico gesuita Placido Samperi la fondazione è antica, concorde con la tradizione secondo la quale il monastero sarebbe stato retto in un primo tempo dalle monache dell'Ordine basiliano in epoca bizantina, in seguito dell'Ordine cistercense e infine dell'Ordine benedettino in epoca normanna.
Secondo le indagini e i saggi di Enrico Calandra, la chiesa sarebbe "una originale trasformazione di un nucleo più antico a pianta centrica, con l'aggiunta delle navate nel XIII secolo e, con l'aggiunta di volte costolonate nel XIV secolo, dopo l'incendio appiccatovi durante la rivoluzione dei Vespri Siciliani dalle truppe angioine"
Gli storici e critici dell'arte medievale Stefano Bottari e Giuseppe Agnello propendono per il "santuario" con le navate, entrambi dello stesso periodo e comunque edificati nel corso dell'XI secolo.

### Epoca tra il XII e il XIII secolo
Negli anni a cavallo della proclamazione del Regno di Sicilia, è documentato il monastero sotto il titolo di «Santa Maria della Valle» di monache dell'Ordine benedettino. Nel 1167 il titolo della chiesa, da «Santa Maria della Valle» fu cambiato in «Santa Maria della Scala» a causa di un doppio evento miracoloso legato all'immagine sacra raffigurante la Madonna della Scala, immagine trasportata a Messina da una nave. La tradizione tramandata vuole che la nave non salpò per impedimento sconosciuto fino a quando non furono scaricate tutte le merci. Solo quando fu sbarcato il dipinto, la nave poté riprendere il largo. Una volta a terra, non fu possibile governare il quadro. Come estremo tentativo si volle affidare alla sorte, collocata l'icona su un carro tirato da giovenche senza guida, fu trasportata lungo il letto dell'attuale torrente Giostra, fino all'eremo di Santa Maria della Valle.
La fondazione della chiesa risale al tempo del re di Sicilia Guglielmo II il Buono nel 1168, il sovrano assieme alla madre Margherita di Navarra e di Sicilia assegna vari privilegi e donativi alla chiesa e la eleva al rango di Cappella Reale.
Privilegi, concessioni e rendite sono riconfermati ed accresciuti da Costanza d'Altavilla, figlia di Ruggero II di Sicilia e moglie di Enrico VI di Svevia il 13 febbraio 1196. Ulteriori privilegi e concessioni sono elargiti da Federico II di Svevia con diplomi dati in Messina rispettivamente il 9 agosto 1200 e l'11 luglio 1202.
Durante la sollevazione dei Vespri siciliani, nel 1282, la chiesa fu assalita, saccheggiata ed incendiata dalle soldatesche di Carlo d'Angiò, che la spogliarono dei suoi tesori e distrussero molte opere d'arte. Nel maggio del 1303 il luogo è testimone di un amore nato proprio qui, sotto queste mura, quello tra il giovane re siciliano Federico III ed Eleonora d'Angiò il cui matrimonio fu celebrato a Messina.

### Epoca tra il XIV e il XV secolo
Sotto il regno di Federico III lo stile architettonico del tempio è rivoluzionato grazie agli interventi di restauro effettuati in quel periodo).
La fioritura dello stile gotico-siculo, nella fattispecie del chiaramontano, esplode intorno al 1303. Tale stile si avverte nelle parti alte del complesso, nei rifacimenti delle volte a crociera con l'aggiunta di costoloni bicromi (bianchi e neri), a sezione quadrata. E ancora dell'edicola votiva inserita nella parte alta del prospetto absidale e il portale principale d'ingresso, in risalto sulla facciata secondo lo schema tradizionale presente nell'architettura siciliana del Trecento, con gli archivolti ornati dal tipico motivo a zig-zag, introdotto in epoca normanna e in seguito abbondantemente diffuso in tutta l'architettura dell'Isola.
L'utilizzo della sede ampliata e rinnovata fu di breve durata: nel 1347 scoppiò la peste a Messina, per cui l'immagine della Madonna della Scala fu condotta processionalmente, per la città ed in questa occasione, le monache iniziarono ad abbandonare la chiesa e il monastero, fino a trasferirsi definitivamente nel nuovo monastero di Santa Maria della Scala costruito in città, adibendo la Badiazza a residenza estiva.
Anche Re Federico IV di Sicilia predilige questa località al punto da promuoverne la costruzione del nuovo monastero nel 1366.
Il 15 ottobre del 1466 nel tempio sono documentate due colonne provenienti dal Palazzo Reale e altre due dalla chiesa della Santissima Annunziata dei Catalani a Castellamare.

### Dall'Epoca Rinascimentale] al XIX secolo
L'utilizzo della sede decentrata durò fino a circa metà del XVI secolo, quando i rigori del Concilio di Trento costrinsero le monache alla clausura in città. Il complesso monastico, così abbandonato, cadde in rovina. In completo abbandono lo ricorda, infatti, il Samperi nel 1644: "…a guisa di un cadavero, spira tutta volta, come i cadaveri Reali, Maestà e grandezza".
L'arcivescovo Ottaviano Preconio in una antifona delle lodi fa riferimento a non meglio identificate:
- Regina di Cipro, quale benefattrice dell'istituzione;[9][12]
- Regina di Francia, donatrice d'inestimabili reliquie;[9][12]
- Gran Sultana del Serraglio del Gran Signore Ottomano, partoriente miracolata e benefattrice.[9][12]

Ai danni dell'abbandono s'aggiungono le rovine provocate dalle intemperie: gravi quelle prodotte dalle alluvioni della prima metà del XIX secolo, particolarmente quella del 1840 e quella del 1855 che causarono l'interramento interno ed esterno della chiesa e dal terremoto del 1851, che provocò la caduta di alcuni archi.

### Epoca contemporanea
Nel quinquennio 1951 - 55 vennero effettuati dei restauri a cura della Soprintendenza alle Belle Arti, durante i quali furono restaurati gli archi, i pilastri e i relativi capitelli che erano andati danneggiati nel terremoto di Messina del 1908, contestualmente fu costruito anche un muro di arginamento in calcestruzzo armato, con l'intenzione di proteggere il monumento dalle alluvioni e che, in realtà, lo ha parzialmente occultato alla visione.

## Descrizione

### Esterno
Di stile gotico - cistercense sono invece il portale ogivale laterale con pilastrini ornati da capitelli con motivi vegetali, dalle profilature sottili e slanciate e le mensole d'imposta dei costoloni delle volte e gli ornati delle chiavi di volta delle crociere, tutti elementi che Camille Enlart, nella sua opera "Origini francesi dell'architettura gotica in Italia", ritiene d'importazione francese.
Vicino al portale laterale nord è stata scoperta una porta analoga, varco d'accesso ad un livello inferiore, che potrebbe condurre ad una cripta o ad un passaggio sotterraneo. Sul fianco sud del transetto si apre una porta ogivale di collegamento al monastero, costruzione della quale oggi rimangono solo poche tracce. Notevoli le finestre ripartite su due ordini. L'intero fabbricato è ornato da merli, che conferiscono all'edificio il carattere di una "ecclesia munita" o "chiesa - fortezza".

#### Cupola
La cupola internamente è caratterizzata da nicchie angolari di derivazione araba che alleggerivano il carico sugli archi sottostanti, costruita quasi certamente in pietra pomice, materiale adatto a questa ardita forma architettonica per la sua leggerezza, ma troppo fragile per sostenere il peso delle calamità e le ingiurie del tempo, crollò tra il 1838 ed il 1840.

### Interno

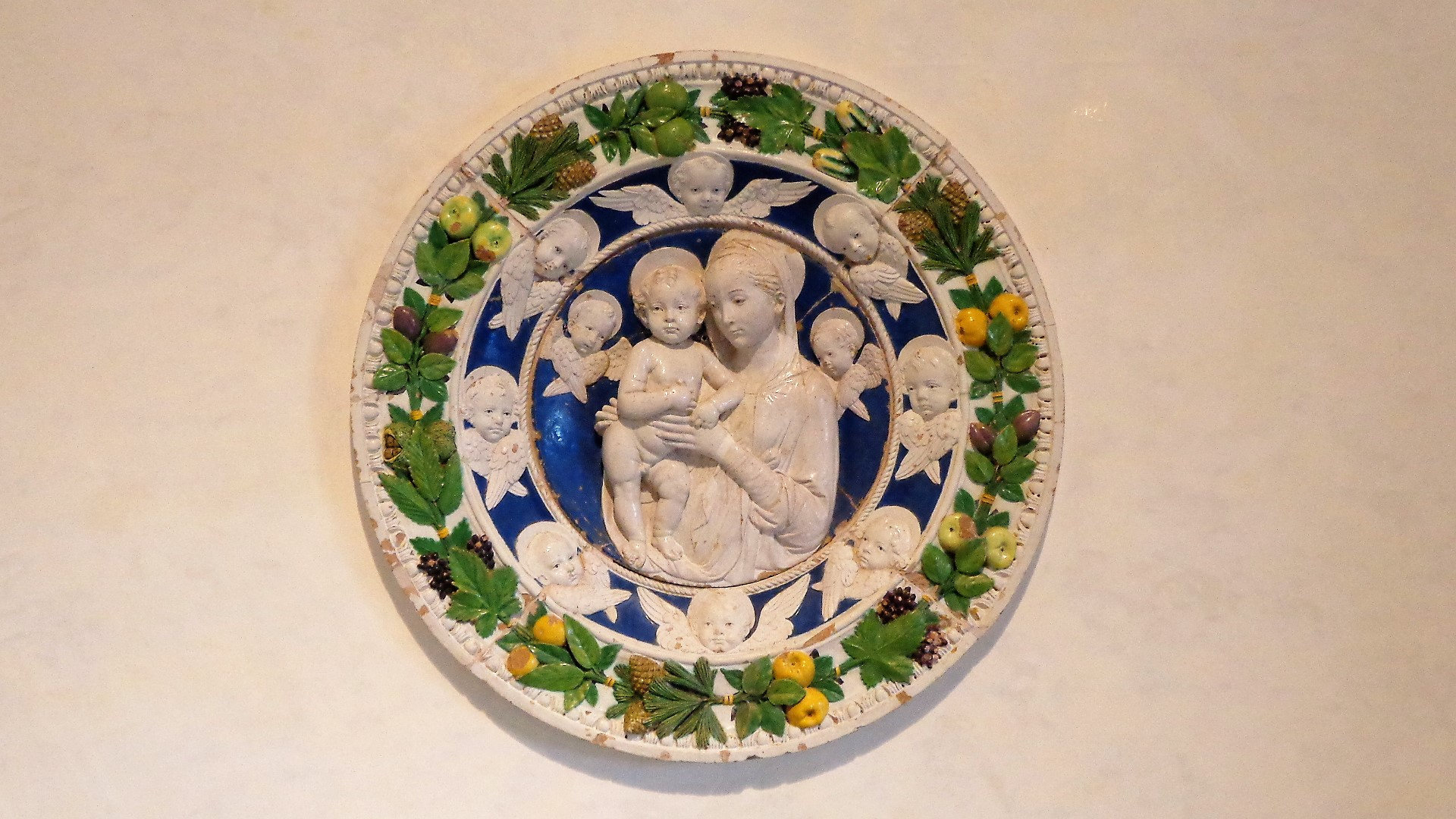
Madonna della frutta o Madonna col Bambino, maiolica.

L'interno si articola in tre navate, raccordate alle absidi per mezzo di un transetto sopraelevato a pianta quadrata, peculiare per la vastità in rapporto all'edificio, quanto per la presenza agli angoli di quattro pseudo-matronei atti ad ospitare rispettivamente sacerdoti e religiosi, autorità civili e militari, monache, dame e nobildonne.
Le navate sono coperte da volte a crociere con costoloni bicromi frutto dell'alternanza di conci di calcare e lava, divise da pilastri polistili ornati da capitelli in pietra con motivi vegetali. I capitelli presenti nel "santuario" e nelle navate, sono manifestazioni dei diversi influssi stilistici di derivazione normanna, cistercense, borgognona pregotica, che si differenziano tra di loro, alcuni di essi pur nell'impronta già gotica, per la rozzezza del disegno e dell'esecuzione, ricordano forme barbariche. Le forme tipiche "contratte", nettamente gotiche, sono invece presenti nei capitelli dalle foglie uncinate che coronano le due colonne nicchiate ai vertici dell'abside centrale.
Nel transetto si innestano tre absidi semicircolari, ciascuna delle quali presenta un'edicola per custodire i vasi liturgici. In quella centrale sono documentati mosaici raffiguranti San Pietro Apostolo e la coppia di sovrani Federico III di Sicilia ed Eleonora d'Angiò raffigurati nell'atto di donare il tempio e il monastero.
Tra le opere degne di menzione:
- Le absidi presentavano ricchi mosaici in stile bizantino eseguiti nella prima metà del XIII secolo dei quali è pervenuto solo un piccolo frammento raffigurante la testa di San Pietro Apostolo, oggi custodito al Museo regionale di Messina.
- ?, Madonna della Scala, dipinto proveniente dal medio oriente d'autore ignoto,[13] trasferito nel monastero di Santa Maria della Scala, è andato perduto con il terremoto di Messina del 1908.
- XV secolo, Tondo, manufatto in maiolica raffigurante la Madonna della frutta o Madonna col Bambino attribuito alla bottega di Luca della Robbia o Andrea della Robbia, trasferito nel monastero di Santa Maria della Scala, oggi al Museo regionale di Messina.[14]

## Monastero di Santa Maria della Valle
Monastero di Santa Maria della Valle